# DF-15
دي إف-15 ويعرف أيضا باسم (DF-15، M-9، CSS-6) هو صاروخ باليستي قصير المدى التي وضعتها جمهورية الصين الشعبية شبيه بصاروخ السوفيتي سكود ويعتقد أن ان هذا النوع هو الوحيد الغير قادر على حمل رأس نووي في استخدامها من قبل الصين الا انه قادر إلى حمل رأس كيماوي.

## المستخدمون
- الصين:تمتلك عدد 355
- السعودية:تمتلك عدد 180